# Атлантически ветроход
Атлантическият ветроход (Istiophorus platypterus) е вид бодлоперка от семейство Марлинови (Istiophoridae). Възникнал е преди около 3,6 млн. години по времето на периода неоген. Видът не е застрашен от изчезване.

## Разпространение и местообитание
Разпространен е в Австралия, Албания, Алжир, Американска Самоа, Американски Вирджински острови, Ангола, Антигуа и Барбуда, Аржентина, Асенсион и Тристан да Куня, Афганистан, Бангладеш, Барбадос, Бахамски острови, Бахрейн, Белиз, Бенин, Бермудски острови, Бонер, Бразилия, Британска индоокеанска територия, Британски Вирджински острови, Вануату, Великобритания, Венецуела, Виетнам, Габон, Гамбия, Гана, Гваделупа, Гватемала, Гвиана, Гвинея, Гвинея-Бисау, Гренада, Гуам, Гърция, Демократична република Конго, Джибути, Доминика, Доминиканска република, Египет, Еквадор (Галапагоски острови), Екваториална Гвинея, Еритрея, Западна Сахара, Йемен, Израел, Индия (Андамански острови), Индонезия, Йордания, Ирак, Иран, Испания (Канарски острови), Италия, Кабо Верде, Кайманови острови, Камбоджа, Камерун, Канада, Катар, Кения, Кипър, Кирибати, Китай, Кокосови острови, Колумбия, Коморски острови, Коста Рика, Кот д'Ивоар, Куба, Кувейт, Кюрасао, Либерия, Либия, Ливан, Мавритания, Мавриций, Мадагаскар, Майот, Макао, Малайзия, Малдиви, Малки далечни острови на САЩ (Атол Джонстън, Лайн, Остров Бейкър, Уейк и Хауленд), Малта, Мароко, Маршалови острови, Мексико, Мианмар, Микронезия, Мозамбик, Монако, Науру, Нигерия, Никарагуа, Ниуе, Нова Зеландия, Нова Каледония, Обединени арабски емирства, Оман, Остров Норфолк, Остров Рождество, Остров Света Елена, Острови Кук, Пакистан, Палау, Панама, Папуа Нова Гвинея, Перу, Питкерн, Португалия (Азорски острови и Мадейра), Провинции в КНР, Пуерто Рико, Реюнион, Русия, Саба, Салвадор, Самоа, Сао Томе и Принсипи, Саудитска Арабия, САЩ (Хавайски острови), Свети Мартин, Северна Корея, Северни Мариански острови, Сейнт Винсент и Гренадини, Сейнт Китс и Невис, Сейнт Лусия, Сейшели, Сен Естатиус, Сенегал, Сиера Леоне, Сингапур, Синт Мартен, Сирия, Словения, Соломонови острови, Сомалия, Судан, Суринам, Тайван, Тайланд, Танзания, Того, Токелау, Тонга, Тринидад и Тобаго, Тувалу, Тунис, Турция, Търкс и Кайкос, Уолис и Футуна, Уругвай, Фиджи, Филипини, Франция (Клипертон), Френска Гвиана, Френска Полинезия, Френски южни и антарктически територии (Крозе), Хаити, Хондурас, Хонконг, Хърватия, Чили (Великденски остров), Шри Ланка, Южна Африка, Южна Корея, Ямайка и Япония.
Обитава крайбрежията на океани, морета и заливи в райони с тропически, умерен и субтропичен климат.

## Описание
На дължина достигат до 3,5 m, а теглото им е максимум 100,2 kg.
Продължителността им на живот е около 13 години.